# John House
John Peter Humphry House (* 19. April 1945; † 7. Februar 2012) war ein britischer Kunsthistoriker und Hochschullehrer, der als international anerkannter Fachmann auf dem Gebiet des Impressionismus galt und zuletzt seit seiner Emeritierung 2010 die Walter Annenberg-Professur am Courtauld Institute of Art innehatte. In seinen Veröffentlichungen zum Impressionismus zeigte House deren Vertreter als scharfe Beobachter des sozialen Wandels sowie geistreiche Teilnehmer an künstlerischen Versammlungen und Institutionen anstatt als eine in sich geschlossene Bewegung. Neben seiner herausragenden Rolle bei der Neuausrichtung der akademischen Studien über die Malerei dieser Zeit, prägte House auch die öffentliche Wahrnehmung durch die bemerkenswerten Kunstausstellungen, deren Kurator er war.

## Leben

### Studium und erste Lehrtätigkeiten an der UEA und dem UCL
House war ein Sohn von Humphry House, der als Professor für Literaturgeschichte an der University of Oxford lehrte und sich insbesondere mit den Werken von Charles Dickens und Gerard Manley Hopkins befasste. Der Literaturwissenschaftler George Steiner beschrieb Humphry House als „einen Mann von düsterer Integrität und vulkanischer Selbstdisziplin, zu dessen Stärken nicht Heiterkeit zählte“, und der seinen Sohn wahrscheinlich mehr beeinflusste als dieser zuließ, auch wenn „Düsterkeit“ nach Steiners Ansicht nicht zu den Epitheten des Sohnes zählten.
Nach dem Besuch der Westminster School studierte er Klassische Philologie am New College der University of Oxford und schloss dieses Studium als Jahrgangsbester ab. Ein anschließendes postgraduales Studium am Courtauld Institute of Art in London beendete er mit einem Master of Arts (M.A.) mit Auszeichnung und erhielt anschließend wie viele junge Gelehrte seiner Generation trotz fehlender Promotion 1969 eine Anstellung als Lektor an der University of East Anglia (UEA). Zusammen mit Eric Fernie und Peter Lasko gehörte er in den folgenden Jahren zu den Vertretern einer neuen Hochschullehrergeneration, die die Lehrmethoden durch eine größere Beteiligung der Studenten erneuerten.
Nach siebenjähriger Lehrtätigkeit erwarb er 1976 einen Philosophiae Doctor (Ph.D.) mit einer Dissertation über den französischen Maler Claude Monet, wobei die Promotionsschrift die Grundlage für das 1986 erschienene Buch Monet: Nature into Art bildete. Im Anschluss wurde er Lektor am University College London (UCL).

### Professor und Kurator am Courtauld Institute of Art
1980 übernahm er dann eine Professur am Courtauld Institute of Art, dessen Direktor Peter Lasko kurz zuvor geworden war. In den folgenden Jahren widmete er sich neben der Lehrtätigkeit, aber auch Forschungen über den im 12. Jahrhundert in Burgund wirkenden französischen Bildhauer Gislebertus und war außerdem zeitweilig stellvertretender Institutsdirektor.
Seine besondere Leidenschaft galt aber der Gemäldegalerie des Instituts mit seiner umfangreichen Sammlung mit Werken des Impressionismus und Post-Impressionismus. 1994 war er Kurator einer Ausstellung, welche die Werke des Instituts mit anderen Gemälden zusammengeführt wurden, die einmal im Besitz des Institutsgründers Samuel Courtauld waren. Der von House im Ausstellungskatalog veröffentlichte Essay über das Mäzenatentum Courtaulds beinhaltete auch einen prägnanten Vergleich zwischen dem Vermächtnis dieses Textilmagnaten mit dem von Albert C. Barnes, dem weitaus autoritäreren Stifter der Barnes Foundation in Pennsylvania. In dem Essay führte House aus:
„Courtauld war dagegen unmissverständlich dem öffentlichen Wirken verbunden. Alle seine Akte der Großzügigkeit ermöglichten etwas, schrieben nicht vor ... und bei der Gründung wurden keine Beschränkungen bei der Lehre am Institut festgelegt. Als Teil der Universität London war es von Beginn an ein Teil des staatlichen höheren Bildungssystems.“
‚Courtauld, by contrast, was unequivocally committed to the public domain. All of his acts of generosity were enabling, not prescriptive … and no restrictions were placed on the teaching of the institute at its foundation. As part of the University of London, it was from the start a part of the state higher educational system.‘
Er verfasste neben seiner Lehrtätigkeit auch eine große Anzahl von Fachaufsätzen beispielsweise zur 1891 entstandenen Pappeln-Serie (Les Peupliers) von Monet und Büchern wie zum Beispiel das Standardwerk Impressionism: Paint and Politics. Making, Marketing, Meaning (2004).
Nach seiner Emeritierung 2010 blieb House dem Courtauld Institute of Art weiterhin verbunden und übernahm die nach dem US-amerikanischen Diplomaten, Verleger und Kunstmäzen Walter Annenberg benannte Professur.

### Kurator bedeutender Kunstausstellungen
House war sowohl als Hochschullehrer als auch als Ausstellungskurator ein international anerkannter Fachmann auf dem Gebiet des Impressionismus. Als der Wert impressionistischer Gemälde stark anstieg, beantwortete er Fragen dazu mit exemplarischer Integrität und widerstand damit den Verlockungen der kommerziellen Kunstwelt.
Als Kurator und Berater nahm er an zahlreichen bedeutenden internationalen Kunstausstellungen teil, wie zum Beispiel der Pierre-Auguste Renoir-Retrospektive, die zwischen 1985 und 1986 in Boston, London und Paris gezeigt wurde.
Eine der ungewöhnlichsten seiner Ausstellungen Landscapes of France: Impressionism and Its Rivals, die von 1995 bis 1996 in London und Boston zu betrachten war, rehabilitierte die akademische Landschaftsmalerei, die die Impressionisten so erfolgreich angefochten hatten und stellte dar, dass diese ebenfalls Werke von großer Überzeugung und eigener Daseinsrecht seien.
In seiner Arbeit versuchte er unermüdlich stereotypische Betrachtungsweisen über den Impressionismus zu verändern und befreite beispielsweise in seinem Essay zum Katalog der in der Royal Academy of Arts 1999 gezeigten Ausstellung Monet in the 20th Century, Monet von dem modernistischen Klischee, dass es sich bei den späteren Seerosenbilder um eine Art von proto-abstrakten Expressionismus handelte. Dabei stellte er dar, dass die Grandes Décorations von Monet im Pariser Musée de l’Orangerie zum Vergleich zwischen den im 19. Jahrhundert so populären Landschaftsgemälden einladen, zum anderen aber dessen Vorliebe für die impressionistische Art des Sehens verdeutlichen.
Eine der letzten bedeutenden Ausstellungen war die thematische Ausstellungen Impressionists By the Sea, die nach London von 2007 bis 2008 in zwei US-amerikanischen Museen zu sehen war.

## Veröffentlichungen
- Monet, 1983
- Impressionist Masterpieces, 1985
- Renoir Exhibition Catalog, 1985, ISBN 9780810915756
- Monet. Nature into Art, 1986, ISBN 0300037856
- Impressionist Masterpieces National Gallery, 1988, ISBN 9780517641880
- Monet. Colour Library, 1994, ISBN 9780714832258
- Impressionism for England. Samuel Courtauld as patron and collector, 1994, ISBN 0300061285
- Impressions of France. Monet, Renoir, Pissarro, and their rivals, 1995, ISBN 0878464522
- Landscapes of France. Impressionism and its rivals, 1995, ISBN 1853321427
- Pierre-Auguste Renoir. La Promenade, 1997, ISBN 0892363657
- Impressionism. Paint and Politics, 2004, ISBN 9780300102406